# Mystagogie
Mystagogie (griechisch μυσταγωγία mystagogia „Einführung in Mysterien“, von μυστήριον mysterion „Geheimnis“ und ἀγωγή agogē „Führung, Erziehung“) bezeichnet ursprünglich die Unterweisung von Jüngern in einen antiken Mysterienkult. Der unterweisende Priester heißt (griechisch μυσταγωγός) Mystagoge.

## Antike Bedeutung und Praxis
In der Antike waren Mystagogen wichtige Beamte oder Priester; in Eleusis etwa, das für seine Mysterien berühmt war, wurden sie nur aus besonderen Bevölkerungsgruppen rekrutiert. Umgangssprachlich wurde der Begriff aber bereits in der Antike auch für weniger offizielle Berufe wie den des Reiseführers verwendet.
Die frühe christliche Kirche übernahm den Begriff für den Einführungsunterricht, der den Katechumenen vor ihrer Taufe erteilt wurde. Insbesondere bezeichnete der Begriff die letzten, unmittelbar vor oder sogar erst nach der Taufe erteilten Lektionen dieses Unterrichts, die sich weniger mit der Tugendlehre und anderen lebenspraktischen Themen als mit den christlichen Sakramenten beschäftigten. Predigten, die in diesem Zusammenhang entstanden, werden als Mystagogische Homilien bezeichnet; bis heute überliefert ist eine solche Predigtsammlung des Kirchenvaters Kyrill von Jerusalem aus dem 4. Jahrhundert.

## Fortführung in der Moderne
In der neueren römisch-katholischen Theologie bezeichnet Mystagogie eine besondere Einführung in den christlichen Glauben, die davon ausgeht, dass ein Gläubiger bereits Glaubenserfahrungen kennt, deren Bedeutungen ihm aber noch nicht umfassend klar sind. Die Verwendung des Begriffs Mystagogie im Rahmen der (nachträgliche) Katechese ist bereits für das 4. Jahrhundert christlich breit belegt. So sind von Kyrill von Jerusalem und Ambrosius von Mailand mystagogische Katechesen überliefert, die in der Osterwoche den Neugetauften als Erklärung der zuvor erlebten Mysterien zukamen. Karl Rahner hat den Begriff der mystagogischen Katechese in der Moderne neu aufgenommen.
Das Zweite Vatikanische Konzil hat in seiner Liturgiekonstitution Sacrosanctum Concilium  die mystagogische Funktion der Künste im Kirchenraum betont, die vom Wesen her „ausgerichtet [sind] auf die unendliche Schönheit Gottes, die in menschlichen Werken irgendwie zum Ausdruck kommen soll, und sie sind um so mehr Gott, seinem Lob und seiner Herrlichkeit geweiht, als ihnen kein anderes Ziel gesetzt ist, als durch ihre Werke den Sinn der Menschen in heiliger Verehrung auf Gott zu wenden“. Dies wurde umgesetzt etwa in der Allgemeinen Einführung in das Römische Messbuch (dritte Ausgabe 2002, Nr. 289, 325 und öfter) und in weiteren Richtlinien des Heiligen Stuhls und der Diözesanbischöfe.
Die evangelische Theologin Sabine Bobert bezeichnet „mystagogische Zugänge zum Christentum“ sogar als „das Zukunftsmodell der Volkskirche“.